# Mormolyca sotoana
Mormolyca sotoana là một loài thực vật có hoa trong họ Lan. Loài này được (Carnevali & Gómez-Juárez) M.A.Blanco mô tả khoa học đầu tiên năm 2007.